# Сухумська вулиця (Київ)
Суху́мська ву́лиця — вулиця у Подільському районі міста Києва, у межах селища Шевченка. Пролягає від Моринецької вулиці до Золочевської вулиці.

## Історія
Вулиця виникла у 50-х роках XX століття під назвою 704-а Нова. Сучасна назва — з 1953 року, на честь міста Сухумі.